# Apogon truncatus
 Apogon truncatus és una espècie de peix de la família dels apogònids i de l'ordre dels perciformes.

## Morfologia
Els mascles poden assolir els 15 cm de longitud total.

## Distribució geogràfica
Es troba des del Mar Roig i el Golf Pèrsic fins al Japó i Austràlia.